# Loch Achnacloich
Loch Achnacloich es un pequeño lago de agua dulce situado en el área de Ross y Cromarty, en las Tierras Altas de Escocia, aproximadamente a 4 km al norte del pueblo de Alness. Alberga vegetación acuática diversa y está localizado en un valle boscoso y relativamente aislado. Desde 2005 está designado como Zona especial de conservación por el Gobierno del Reino Unido. Su nombre en gaélico escocés Loch Achadh na Cloiche significa «lago del campo de piedra».

## Geografía
El lago está ubicado en un valle poco profundo, flanqueado por bosques densos en sus lados norte y sur. El curso de agua que alimenta el lago es el Burn of Achnacloich, que entra por el extremo occidental y sale por el este como Inchindown Burn, antes de unirse al Kinrive Burn y desembocar en el río Balnagown. La cima más alta en las inmediaciones es Cnoc Corr Guinie, una colina de 396 metros situada al norte del lago.

## Hidrología
El lago tiene una extensión de 7 hectáreas y una profundidad media de 4,3 metros. Su volumen aproximado es de 288.000 metros cúbicos. Su morfología y dimensiones lo convierten en un ecosistema especialmente sensible a los cambios ambientales. La longitud de la línea costera es de aproximadamente un kilómetro.

## Historia y cartografía
Loch Achnacloich aparece representado en numerosos mapas históricos del {siglo|XIX||s}}, incluyendo los del cartógrafo John Bartholomew. En la obra The Topographical Dictionary of Scotland (1846), se menciona su ubicación dentro de un entorno boscoso y aislado, de difícil acceso. Su relativo aislamiento ha contribuido a la preservación de sus ecosistemas.

## Conservación y biodiversidad
El lago ha sido designado Zona especial de conservación bajo la Directiva de Hábitats de la Unión Europea, y es gestionado por el Joint Nature Conservation Committee. La zona es reconocida por su vegetación acuática diversa, que incluye seis especies de espiga de agua y la rara Nuphar pumila (nenúfar enano), cuya distribución en el Reino Unido es limitada.
También se han identificado especies de interés como Littorella uniflora, Isoetes lacustris y Myriophyllum alterniflorum, todas indicadoras de aguas relativamente puras y poco perturbadas. La biodiversidad se concentra especialmente en las zonas menos profundas y poco alteradas de las orillas oeste y sur.